# Dariusz Wódke
Dariusz Wódke, né le 26 février 1957 est un escrimeur polonais, pratiquant le sabre.

## Palmarès

### Championnats du monde
- 1981 à Clermont-Ferrand
  -  Médaille de bronze par équipes
  -  Médaille d'or en individuel
- 1979 à Melbourne
  -  Médaille de bronze par équipes

### Championnats de Pologne
- en 1979 et 1983, en individuel:
  - 2  Champion de Pologne de sabre